# Bernat Castillejo i Garnés
Bernat Castillejo Garnés, (Lérida, 1961) es un flautista y director musical español.

## Biografía
Bernat Castillejo nació en Lérida en 1961. estudió música en la Escolanía de San Agustín de Sabadell y en el Conservatorio Superior Municipal de Música de Barcelona, donde obtuvo el diploma de profesor superior de flauta travesera. Becado por el Ministerio de Exteriores de España y por el Ministerio de Cultura de Francia, amplió su formación artística a la École nationale de musique et d’art dramatique de Orléans, con la flautista y pedagoga Arlette Biget.
Fue flauta solista de la Orquesta Sinfónica del Vallés, desde su fundación en 1987 hasta 1994, realizando numerosos conciertos en España y Europa. Ha actuado también como flauta solista con varias agrupaciones y colabora regularmente con la Orquesta Nacional Clásica de Andorra. Desarrolla una intensa actividad en el campo de la música de cámara, formando dúo con el pianista Adolf Pla, realizando diversas giras por países americanos y europeos. Es profesor de flauta travesera de la Escuela Municipal de Música y Conservatorio de grado medio de la ciudad de Sabadell desde el 1985. También es profesor del Curso Internacional de Interpretación Musical de Ripoll desde 2002. Dentro de la música tradicional es la  principal de la Cobla de Sabadell y de la Cobla Mediterráneo, con las cuales realiza la divulgación de la música, de autores clásicos y contemporáneos. Destacan sus actuaciones regulares al Festival Pau Casals, en el Palacio de la Música Catalana de Barcelona y en la televisión pública catalana.

## Premios y reconocimientos
Ha obtenido, entre otros, los siguientes premios: Premio de Honor de flauta del Conservatorio Superior de Barcelona; Premio de Honor de música de cámara del Conservatorio de Barcelona; Primer premio de flauta del Conservatorio de Orleans y primer premio de flauta del concurso de la Región Centro de Francia y primer premio de música de cámara del Concurso Nacional Permanente de Juventudes Musicales de España.